# Seukeum
Seukeum is een bestuurslaag in het regentschap Pidie van de provincie Atjeh, Indonesië. Seukeum telt 178 inwoners (volkstelling 2010).